# O Porinetia to tatou ai'a
O Porinetia To Tatou Ai'a, ce qui signifie en tahitien Polynésie, notre patrie, est un parti politique de la Polynésie française, dirigé et fondé par Gaston Tong Sang le 1er octobre 2007. Depuis les élections territoriales de février 2008, To Tatou Ai'a détenait 27 des 57 sièges à l'Assemblée de la Polynésie française. Il se présente dans une coalition nommée A Ti'a Porinetia lors des élections des représentants à l'Assemblée de la Polynésie française de 2013 et ne termine que troisième (avec 8 sièges).

## Historique
La création de To Tatou Ai'a fait suite au renversement du gouvernement Tong Sang par une motion de censure votée par une alliance entre les indépendantistes de l'Union pour la démocratie (et dont le chef Oscar Temaru a alors succédé à la présidence du gouvernement polynésien) et les anti-indépendantistes du Tahoeraa huiraatira, propre parti alors de Tong Sang. Tong Sang quitte alors le Tahoeraa pour former son parti, O Porinetia To Tatou Ai'a. De ce parti fut créée la fédération To Tatou Ai'a. Ce nouveau mouvement rassemble d'autres dissidents du Tahoeraa, fidèles de Tong Sang ou dissidents plus anciens comme Jean-Christophe Bouissou et son mouvement Rautahi ou encore l'ancienne députée de la 2e circonscription de Polynésie française de 2002 à 2007 Béatrice Vernaudon-Coppenrath et le Tiatau mouvement citoyen qui l'avait soutenu aux législatives : « Tiatau Mouvement citoyen ». La coalition rassemble cinq autres formations politiques, en plus du Rautahi et du Tiatau Mouvement citoyen, pour la plupart issus de l'ancienne plateforme autonomiste qui avait soutenu le gouvernement Tong Sang contre les indépendantistes de 2006 à 2007 : l'Ai'a Api, le Fetia Api, le Taatira no te Hau, le Te mana Toa et le Te niu hau manahune. Ils forment alors un groupe commun constitué de 13 élus sur 57 à l'Assemblée de la Polynésie française, devenus 27 depuis les élections territoriales de février 2008. Cette nouvelle formation a vocation à devenir une troisième voix autonomiste entre les deux blocs que sont les indépendantistes de l'UPLD et les autonomistes pro-Gaston Flosse du Tahoeraa huiraatira.  
Lors du congrès fondateur le 15 décembre 2007, Gaston Tong Sang est élu président par 4 100 voix sur les 5 600 inscrits revendiqués par le parti.
La coalition To Tatou Ai'a menée par ce nouveau parti de Gaston Tong Sang présente des listes communes dans toutes les circonscriptions pour les élections territoriales des 27 janvier et 10 février 2008. Lors du 1er tour, la coalition arrive en tête dans 2 des 4 circonscriptions dans lesquelles elle se présentait : 
- Îles du Vent (37 sièges à pourvoir sur les 57 de l'Assemblée de Polynésie) : 34,74 % des suffrages exprimés. Notamment à Papeete, le chef-lieu, fief du député Tahoeraa-UMP de la 1re circonscription de Polynésie française, la liste de Gaston Tong Sang a obtenu 38,98 % des suffrages, devant celle d'Oscar Temaru (31,44 %) et celle de Gaston Flosse (18,89 %).
- Îles Sous-le-Vent (8 sièges à pourvoir) : 45,43 %.
- Tuamotu ouest : pas de liste To Tatou Ai'a mais la liste du Te niu hau manahune, le parti des « îliens » locaux qui faisait partie ailleurs  de la coalition du To Tatou Ai'a, est arrivé en tête avec 39,74 % des suffrages.
- Îles Gambier et les Tuamotu de l'est (3 sièges à pourvoir) : 27,28 %, 3e position derrière l'UPLD (39,14 %) et le Tahoeraa huiraatira (29,35 %).
- Îles Marquises (3 sièges à pourvoir) : pas de liste To Tatou Ai'a mais la liste qui a d'ores et déjà remporté les élections dans cette circonscription (avec 53,61 % des suffrages et 2 des 3 sièges de cette circonscription), le Te Henua enata a Tu (La Terre des Hommes, parti autonomiste marquisien), soutient toutefois également Gaston Tong Sang.
- Îles Australes (3 sièges à pourvoir) : 17,23 %, 3e position derrière le Tahoeraa huiraatira (40,05 %) et la liste Tapura amui no tuha pae soutenue par l'UPLD (30,19 %).

Sur l'ensemble de la Polynésie française, le score cumulé des quatre listes To Tatou Ai'a fait arriver cette formation en tête avec 41 069 voix, soit 32,7 % des suffrages, d'une courte tête devant les indépendantistes de l'UPLD qui a obtenu 40 049 bulletins et donc 31,88 % des voix, et avec une assez large avance sur le Tahoeraa huiraatira et ses 27 378 soir 21,8 %. Mais si on ajoute au score des listes strictement To Tatou Ai'a ceux des deux listes qui lui sont proches présentes respectivement dans les Tuamotu ouest et dans les Marquises, on obtient pour la coalition To Tatou Ai'a et ses apparentés : 45 878 voix, soit 36,52 % des suffrages exprimés.
Au second tour, le 10 février 2008, To Tatou Ai'a obtient 27 élus sur les 57 que compte l'assemblée de Polynésie française. To Tatou Ai'a devient ainsi le premier parti à l'assemblée mais n'obtient pas la majorité absolue.
En avril 2008, six élus du Te Mana o te Mau Motu quittent To Tatou Ai'a, tout en restant solidaires de Gaston Tong Sang.
Fin janvier 2009, les 3 élus du Rautahi de Jean-Christophe Bouissou ont entamé des négociations avec l'UDSP d'Oscar Temaru et Gaston Flosse et a déposé avec ces derniers une motion de censure commune contre le gouvernement de Gaston Tong Sang, poussant ce dernier à démissionner. Finalement, le 11 février 2009, jour de l'élection, les 3 Rautahi, rejoints par la non-inscrite ex-Tahoeraa (et membre du gouvernement Tong Sang sortant) Armelle Merceron et des 2 élus du Tiatau mouvement citoyen de Béatrice Vernaudon, quittent donc officiellement l'alliance To Tatou Ai'a et forment un groupe distinct de 6 membres se disant « centriste » et baptisé Ia Ora Te Fenua.